# Głowa Meduzy
Głowa Meduzy (łac. caput medusae) – rzadki objaw krążenia obocznego, charakterystyczny dla nadciśnienia wrotnego.
Istnieją dwa rodzaje tego schorzenia:
- głowa meduzy zewnętrzna (łac. caput medusae externum) – poszerzenie żył położonych dookoła pępka, pojawiające się tylko wtedy, gdy zachowana jest drożność żył okołopępkowych (co zdarza się u około 1% chorych)
- głowa meduzy wewnętrzna (łac. caput medusae internum) – częściej występujące poszerzenie żył wewnętrznych ściany brzucha, dające się zobrazować ultrasonografią dopplerowską.

Głowę Meduzy należy różnicować z rzadkimi żylakami brzucha.
Nazwa tego objawu pochodzi od występującej w mitologii greckiej Meduzy, która zamiast włosów miała wijące się węże.